# Borda d'Aubarell
La Borda d'Aubarell, o de l'Aubarell, és una borda del terme municipal de Conca de Dalt, dins de l'antic terme d'Hortoneda de la Conca, pertanyent a l'antiga caseria dels Masos de la Coma, al límit nord-est del municipi. És una de les bordes dels Masos de la Coma, a la Coma d'Orient. És la més occidental de totes, situada just a l'entrada, venint d'Hortoneda. A llevant seu hi havia la Borda del Músic. La resta de bordes són molt més a orient seu.